# Melochia villosa
Melochia villosa là một loài thực vật có hoa trong họ Cẩm quỳ. Loài này được (Mill.) Fawc. & Rendle mô tả khoa học đầu tiên năm 1926.